# Neopalpa donaldtrumpi
Neopalpa donaldtrumpi is een vlinder uit de familie van de tastermotten (Gelechiidae). 

## Naam
De soort kreeg de naam nadat deze in 2017 werd ontdekt. De Canadese bioloog Vazrick Nazari koos de naam naar eigen zeggen omdat de bovenkant van de mot een zekere gelijkenis vertoont met het haar van Donald Trump, de 45e en 47e president van de Verenigde Staten. De auteur zegt dat hij met deze opvallende vernoeming hoopt meer bewustwording te creëren voor het belang van zijn vakgebied (beschrijvende taxonomie) en de bescherming van gebieden waar de soort voorkomt, en die ten prooi vallen aan urbanisatie.

## Beschrijving
De voorvleugels hebben bij de mannetjes een lengte van 3,0–4,6 millimeter, bij de vrouwtjes bedraagt die 4,3 millimeter. De voorvleugels zijn puntig en oranjegeel, met een brede donkerbruine zoom langs de voorrand. Vaak is ook de vleugeltip donkerderbruin. Sommige exemplaren hebben heldere vlekken op de vleugels. De achtervleugels zijn lichtgrijs, en dragen franje aan de achterkant en apex. De kop is bezet met geelachtige schubben en haren.

## Voorkomen
Neopalpa donaldtrumpi komt voor in de noordelijke helft van Neder-Californië (Mexico) en in de zuidelijke counties van Californië.

## Levenswijze
De soort werd "ontdekt" toen Nazari een museumcollectie van tastermotten uit het tot dan monotypische geslacht Neopalpa aan een nauwkeurig onderzoek onderwierp, en daar een aantal exemplaren in tegenkwam waarvan zowel het uiterlijk als het DNA afweek van dat van de typesoort. Alles wat er van de soort bekend is, is dus de morfologie en de op de labels vermelde vindplaats en vangdatum. Exemplaren van deze soort werden verzameld in vlindervallen in februari, april, juni en augustus. Biologie en levenscyclus waren op het moment dat de eerste publicatie over de soort verscheen, nog niet nader onderzocht.